# Мюллендорф
Мюллендорф (нем. Müllendorf) — коммуна (нем. Gemeinde) в Австрии, в федеральной земле Бургенланд. 
Входит в состав округа Айзенштадт.  Население составляет 1312 человек (на 31 декабря 2005 года). Занимает площадь 12,8 км². Официальный код  —  10308.

## Политическая ситуация
Бургомистр коммуны — Вернер Хуф (СДПА) по результатам выборов 2007 года.
Совет представителей коммуны (нем. Gemeinderat) состоит из 19 мест.
- СДПА занимает 12 мест.
- АНП занимает 7 мест.